# Ederheim
Ederheim – miejscowość i gmina w Niemczech, w kraju związkowym Bawaria, w rejencji Szwabia, w regionie Augsburg, w powiecie Donau-Ries, wchodzi w skład wspólnoty administracyjnej Ries. Leży około 25 km na północny zachód od Donauwörth, przy drodze B466.

## Dzielnice
W skład gminy wchodzą następujące dzielnice:
- Christgarten
- Ederheim
- Hürnheim

## Demografia
| Rok  | Liczba mieszk. |
| ---- | -------------- |
| 1970 | 943            |
| 1987 | 1 005          |
| 2000 | 1 125          |

## Polityka
Wójtem gminy jest Caroline Zehnpfennig, poprzednio urząd ten obejmował Karl-Heinz Stegmeier, rada gminy składa się z 12 osób.
|      | FWG | FWG Hürnheim | Frauen-Jugend-SPD | Razem |
| 2008 | 6   | 3            | 3                 | 12    |
| 2002 | 6   | 3            | 3                 | 12    |

## Oświata
W gminie znajduje się przedszkole (50 miejsc).